# 세상 밖으로
《세상 밖으로》(Out to the World)는 여균동 감독의 데뷔작인 대한민국의 코미디 영화이다. 두 명의 탈옥수와 그들에게 인질로 잡힌 한 여인의 도피 여정을 그린 1994년의 제작된 로드 무비이다.

## 캐스팅

### 주연
- 문성근 - 양마동 역
- 이경영 - 이춘길 역

### 조연
- 심혜진
- 이동진
- 양희경
- 정성환
- 명계남
- 김하림
- 권해효
- 이두일
- 박광정
- 이정학

### 단역 인물
- 박길수
- 권승연
- 박용범
- 김애라
- 박용팔
- 박종설
- 문창근
- 권태원
- 김필국
- 김남호
- 나갑성
- 김태복
- 이경희
- 이덕신
- 임유영
- 이관학
- 김헌준
- 오주희

### 특별출연
- 리차드 브린

## 제작진
- 감독/각본 : 여균동
- 각색 : 이상우, 김성수, 정윤수
- 촬영 : 유영길
- 조명 : 김동호
- 편집 : 김현
- 음악 : 김종서
- 미술 : 신보경, 김현석, 정수경
- 세트 : 조융삼
- 소품 : 김태욱
- 의상 : 김유선, 경우미
- 분장 : 허석도, 김선영
- 동시녹음 : 이병하
- 녹음 : 한철희, 김경태
- 효과 : 양대호
- 특수효과 : 김철석
- 조감독 : 정윤수, 임순례, 최진호, 어윤혁, 김정, 박경희
- 스틸 : 양윤미, 임소현
- 현상 : 한국영화진흥공사
- 색보정 : 김승호
- 스토리보드 : 송승일
- 마케팅 : 김해순
- 연출부자문 : 김경란
- 제작부장 : 조성연
- 제작진행 : 최광수
- 제작지원 : 송창용, 김성수, 하정희
- 촬영팀 : 김성복, 석형징, 이창익, 홍경태
- 조명팀 : 고영광, 김지훈, 정진석, 박세희
- 의상자문 : 김서령
- 분장보 : 김지연
- 특수효과팀 : 천동환, 김갑수
- 네가편집 : 경민호, 최윤정
- 돌비녹음 : 강대성
- 포스터 : 오형근
- 스턴트 : 최광년, 원형신
- 보조출연 : 한국예술
- 비디오 : 하나영상
- 수송 : 신순식, 정진우
- 탑차수송 : 한동헌
- 옵티컬 : 윤종두
- 자막 : 주광동
- 소품팀 : 전정호, 이병훈